# Iris (1934)
Iris (Q188) – francuski dwukadłubowy okręt podwodny z okresu międzywojennego i II wojny światowej, jedna z sześciu zbudowanych jednostek typu Minerve. Okręt został zwodowany 23 września 1934 roku w stoczni Chantiers Dubigeon w Nantes, a w skład Marine nationale wszedł 15 września 1936 roku. Pełnił służbę na Morzu Śródziemnym i Atlantyku, a od zawarcia zawieszenia broni między Francją a Niemcami znajdował się pod kontrolą rządu Vichy. 27 listopada 1942 roku okręt uniknął samozatopienia w Tulonie, uciekając do Hiszpanii, gdzie został internowany. Po wojnie powrócił do Francji, a w lutym 1950 roku został sprzedany na złom.

## Projekt i budowa
„Iris” zamówiona została w ramach programu rozbudowy floty francuskiej z 1930 roku. Oficjalny, sygnowany przez marynarkę projekt (o oznaczeniu T2), stworzony przez inż. Jeana-Jacquesa Roqueberta, stanowił ulepszenie 600-tonowych typów Sirène, Ariane i Circé, uwzględniając też doświadczenia stoczni prywatnych przy budowie okrętów typów Argonaute, Diane i Orion. Usunięto większość wad poprzedników: okręty charakteryzowały się wysoką manewrowością i krótkim czasem zanurzenia; poprawiono też warunki bytowe załóg. Na jednostkach powiększono też liczbę wyrzutni torped do dziewięciu, jednak bez możliwości zabierania torped zapasowych.
„Iris” zbudowana została w stoczni Chantiers Dubigeon w Nantes . Stępkę okrętu położono 1 lipca 1932 roku , a zwodowany został 23 września 1934 roku.

## Dane taktyczno-techniczne
„Iris” była średniej wielkości okrętem podwodnym o konstrukcji dwukadłubowej. Długość między pionami wynosiła 68,1 metra, szerokość 5,62 metra i zanurzenie 4,03 metra . Wyporność normalna w położeniu nawodnym wynosiła 662 tony, a w zanurzeniu 856 ton. Okręt napędzany był na powierzchni przez dwa silniki wysokoprężne Normand–Vickers o łącznej mocy 1800 KM. Napęd podwodny zapewniały dwa silniki elektryczne o łącznej mocy 1230 KM. Dwuśrubowy układ napędowy pozwalał osiągnąć prędkość 14,5 węzła na powierzchni i 9 węzłów w zanurzeniu. Zasięg wynosił 2500 Mm przy prędkości 13 węzłów w położeniu nawodnym (lub 4000 Mm przy prędkości 10 węzłów) oraz 85 Mm przy prędkości 5 węzłów w zanurzeniu. Zbiorniki paliwa mieściły 60 ton oleju napędowego. Dopuszczalna głębokość zanurzenia wynosiła 80 metrów .
Okręt wyposażony był w dziewięć wyrzutni torped: cztery stałe kalibru 550 mm na dziobie, dwie kalibru 550 mm na rufie oraz potrójny zewnętrzny obracalny aparat torpedowy kalibru 400 mm . Łącznie okręt przenosił dziewięć torped, w tym sześć kalibru 550 mm i trzy kalibru 400 mm . Uzbrojenie artyleryjskie stanowiło umieszczone przed kioskiem działo pokładowe kalibru 75 mm M1928 L/35 oraz dwa pojedyncze wielkokalibrowe karabiny maszynowe Hotchkiss kalibru 13,2 mm L/76. Jednostka wyposażona też była w hydrofony .
Załoga okrętu składała się z 3 oficerów oraz 39 podoficerów i marynarzy.

## Służba
„Iris” weszła do służby w Marine nationale 15 września 1936 roku . Jednostka otrzymała numer burtowy Q188 . W momencie wybuchu II wojny światowej okręt pełnił służbę na Morzu Śródziemnym, będąc jednostką flagową 15. dywizjonu 5. eskadry 1. Flotylli okrętów podwodnych w Tulonie (w skład którego wchodziły siostrzane okręty „Vénus”, „Pallas” i „Cérès”) . Dowódcą jednostki był w tym okresie kmdr ppor. (fr. capitaine de corvette) R.A.H.J. Mourral („Iris” przechodziła remont, który zakończył się 10 września) . 18 listopada dowództwo okrętu objął kmdr ppor. R.D.M. Antoine .
22 lutego 1940 roku wszystkie okręty 15. dywizjonu dotarły na Martynikę, zastępując powracające do metropolii jednostki 8. dywizjonu („Agosta”, „Bévéziers”, „Ouessant” i „Sidi Ferruch”) . 1 maja „Iris”, „Vénus”, „Pallas” i „Cérès” wyruszyły w drogę powrotną, 31 maja przechodząc przez Cieśninę Gibraltarską i docierając 3 czerwca do Tulonu  . W czerwcu 1940 roku okręt był jednostką flagową 15. dywizjonu w Tulonie, a jego dowódcą był nadal kmdr ppor. Antoine . 10 czerwca, po wypowiedzeniu wojny przez Włochy jednostka opuściła bazę, udając się na patrol na Morze Tyrreńskie (wraz z „Vénus”, „Pallas” i „Archimède”)  . 14 czerwca cztery okręty podwodne patrolowały wody nieopodal Savony, gotowe do wzajemnego wsparcia . 22 czerwca, w dniu zawarcia zawieszenia broni między Francją a Niemcami, „Iris” stacjonowała w Hyères . W listopadzie 1940 roku rozbrojona „Iris” znajdowała się w Tulonie w składzie 4. grupy okrętów podwodnych (wraz z „Vénus”, „Pallas” i „Cérès”) pod kontrolą rządu Vichy .
6 lutego 1941 roku „Iris”, „Vénus”, „Pallas” i „Cérès” wyszły z Tulonu i 9 lutego dopłynęły do Oranu, skąd dwa dni później w eskorcie uzbrojonego trawlera „La Havraise” udały się w rejs do Casablanki, docierając do portu docelowego 13 lutego .
Później „Iris” znalazła się w Tulonie. 27 listopada 1942 roku, podczas ataku Niemców na tę bazę, jednostka stacjonowała w basenie Maurillon. Ponieważ na pokładzie nie było dowódcy, rozkaz odbicia od nabrzeża i ucieczki wydał jego zastępca, kpt. mar. Dege. Uciekające z portu okręty podwodne (prócz „Iris” były to „Vénus”, „Marsouin”, „Casabianca” i „Le Glorieux”) stały się celem ataku bombowców Ju 88. Mimo otwarcia ognia przeciwlotniczego przez okręty podwodne „Iris” w wyniku nalotu doznała uszkodzeń. Załodze udało się jednak doprowadzić okręt do pobliskiej Barcelony, gdzie wobec braku paliwa i niemożliwych do usunięcia uszkodzeń „Iris” została internowana. Później jednostkę przeholowano do Kartageny, gdzie doczekała końca działań wojennych.
W 1945 roku okręt otrzymał nowy numer taktyczny – S05 . Jednostka została sprzedana na złom 1 lutego 1950 roku .